# Черевко Ігор Михайлович
Ігор Михайлович Черевко (Igor Cherevko) (*16 січня 1956) — український  учений-математик. Доктор фізико-математичних наук, професор. Академік АН ВШ України з 2005 р.

## Біографія
Народився у с. Глибоке Івано-Франківської обл.. З 1963 по 1971 р. навчався у восьмирічній школі с. Глибоке, а з 1971 р. по 1973 р. в Саджавській середній школі. У 1973 р. вступив до Чернівецького університету на математичний факультет, який закінчив у 1975 р. за спеціальністю «Прикладна математика». З грудня 1979 р. по грудень 1982 р. навчався в аспірантурі при кафедрі прикладної математики. Кандидатську дисертацію «Дослідження інтегральних многовидів сингулярно збурених диференціально-функціональних рівнянь» захистив у Інституті математики АН України в 1983 р. З січня 1983 р. по вересень 1999 р. працював асистентом, старшим викладачем (1985—1986) та доцентом (1986—1999) кафедри прикладної математики та механіки Чернівецького університету. У 1998 р. виборов грант «Соросівського доцента». З вересня 1999 р. по серпень 2002 р. навчався в докторантурі при кафедрі інтегральних та диференціальних рівнянь Київського національного університету ім. Т. Шевченка. Докторську дисертацію «Інтегральні многовиди та апроксимаційні алгоритми дослідження диференціально-функціональних рівнянь» захистив в Київському університеті в 2004 року З серпня 2003 року завідувач кафедри математичного моделювання, а з травня 2005 р. — декан факультету прикладної математики ЧНУ ім. Ю. Федьковича.

## Наукова діяльність
Коло наукових інтересів стосується теорії диференціально-функціональних рівнянь. Розробив методику дослідження сингулярно збурених диференціально-функціональних рівнянь методом інтегральних многовидів, побудовано й обґрунтовано схеми апроксимації початкових і крайових задач та досліджені    ітераційні алгоритми знаходження їх розв'язків.
Член науково методичної комісії МОНУ з прикладної математики, член робочої групи МОНУ по розробці стандарту  напряму  «Прикладна математика», член спеціалізованої ради по захисту кандидатських дисертацій в Чернівецькому національному університеті ім. Юрія Федьковича, член редколегій двох наукових фахових видань, керівник наукового семінару факультету прикладної математики.  
Опублікував понад 150 наукових праць, серед яких 1 монографія та 3 підручники з грифом МОНУ. Підготував два кандидатів наук. 
Нагороджений подякою Міністерства освіти і науки України (2005) та почесними грамотами  Кабінету Міністрів України (2006) та  Міністерства освіти і науки України (2007), відмінник освіти України (2009).